# 아나 클라우디아 탈랑콘
아나 클라우디아 탈랑콘(Ana Claudia Talancón, 1980년 5월 1일 ~ )는 멕시코의 배우, 모델이다.

## 출연 작품
- 로스트 파라다이스 (2016)
- 어 서커스 테일 & 어 러브 송 (2016)
- 이반스 드림 (2011)
- 드라이 랜드 (2010)
- 연옥 (2008)
- 착신아리 (2008)
- 카타리나의 사랑과 자유 (2008)
- 콜레라 시대의 사랑 (2007)
- 어론 위드 허 (2006)
- 패스트 푸드 네이션 (2006)
- 카보스 죽이기 (2004)
- 레이디스 나잇 (2003)
- 아마로 신부의 범죄 (2002)